# ابسکان
ابسکان (به فرانسوی: Abscon) یک کمون در فرانسه است که در نور-پا-دو-کاله واقع شده‌است.

## خصوصیات
ابسکان ۷٫۲۷ کیلومترمربع مساحت و ۴٬۲۲۵ نفر جمعیت دارد و ۵۹ متر بالاتر از سطح دریا واقع شده‌است.